# Anders Stadheim
Anders Fossøy Stadheim (ur. 14 sierpnia 1980 w Sogndalu) – norweski piłkarz występujący na pozycji pomocnika. Syn trenera piłkarskiego, Ingvara Stadheima.

## Kariera klubowa
Stadheim karierę rozpoczynał w sezonie 1999 w drugoligowym zespole Sogndal. W sezonie 2000 awansował z nim do pierwszej ligi. Zadebiutował w niej 16 kwietnia 2001 w wygrany 3:0 meczu z Odds BK. 20 maja 2001 w przegranym 1:6 pojedynku z Rosenborgiem strzelił pierwszego gola w lidze. W sezonie 2004 zajął z zespołem w niej 14. miejsce i spadł do drugiej ligi.
W trakcie sezonu 2006 Stadheim przeszedł do pierwszoligowego Fredrikstadu. Zadebiutował tam 10 września 2006 w wygranym 5:1 spotkaniu z Vålerenga Fotball. W barwach Fredrikstadu zagrał 8 razy. W trakcie sezonu 2007 wrócił do Sogndal, gdzie w 2009 roku zakończył karierę.

## Kariera reprezentacyjna
W reprezentacji Norwegii Stadheim rozegrał dwa spotkania. Zadebiutował w niej 22 stycznia 2004 w wygranym 3:0 towarzyskim meczu ze Szwecją. Po raz drugi w drużynie narodowej wystąpił sześć dni później, 28 stycznia 2004 w wygranym 5:2 towarzyskim pojedynku z Singapurem, w którym strzelił też gola.